# ファーファ

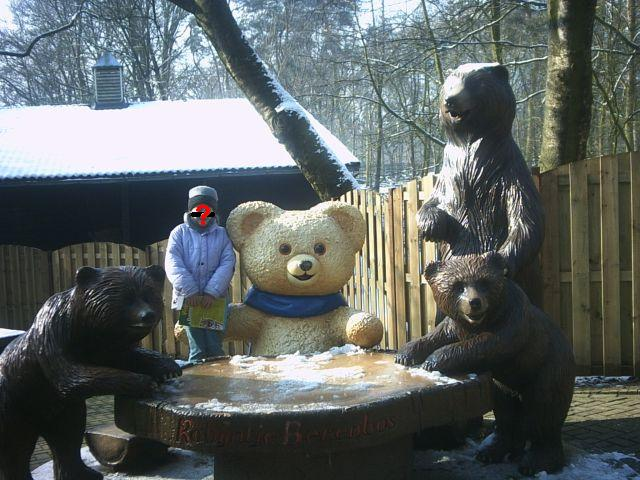
アウエハンツ動物園
の「クマの森」の入り口のRobijn
（ファーファ）

ファーファ（FaFa）はNSファーファ・ジャパン株式会社が発売している柔軟剤、洗濯洗剤などのブランド名、及びそのマスコットキャラクターであるテディベアのマスコット。
元々はユニリーバの製品であり、現在も商標は同社が管理している。

## 歴史
1983年（昭和58年）にユニリーバがアメリカにて柔軟剤「Snuggle」を発売。日本市場においては3年後の1986年（昭和61年）にユニリーバの日本法人である日本リーバ（後のユニリーバ・ジャパン）が「ファーファ」の名前で展開を開始した。
「お金なんかちょっとでふわふわ」という当時のキャッチコピーの通り競合他社より割安な価格や、可愛らしいテディベアのパッケージで人気を得る。その後、濃縮タイプなども展開したが、2006年（平成18年）12月に日本においての事業撤退を表明し、ニッサン石鹸株式会社（後のNSファーファ・ジャパン）がブランドを譲受した。
ユニリーバは2008年に北米市場向けの事業からも撤退し、サン・プロダクツ（Sun Products Corporation）に譲渡。その後、2016年（平成18年）ヘンケルの子会社であるヘンケル・ノースアメリカン・コンシューマー・グッズがサン・プロダクツを買収したため、以降はヘンケルが北米での展開をしている。
日本ではNSファーファ・ジャパンの主力ブランドとなっており、従来からの柔軟剤に留まらず、衣類用洗剤や入浴剤・石鹸など多岐に渡っている。

## マスコット
テディベアのキャラクター「ファーファ（Snuggle）」は、1983年（日本では1986年）の販売当初よりマスコットとして使用され、人形作家・人形遣い師であるカーミット・ラブによる操り人形を起用したテレビCMも放送された。

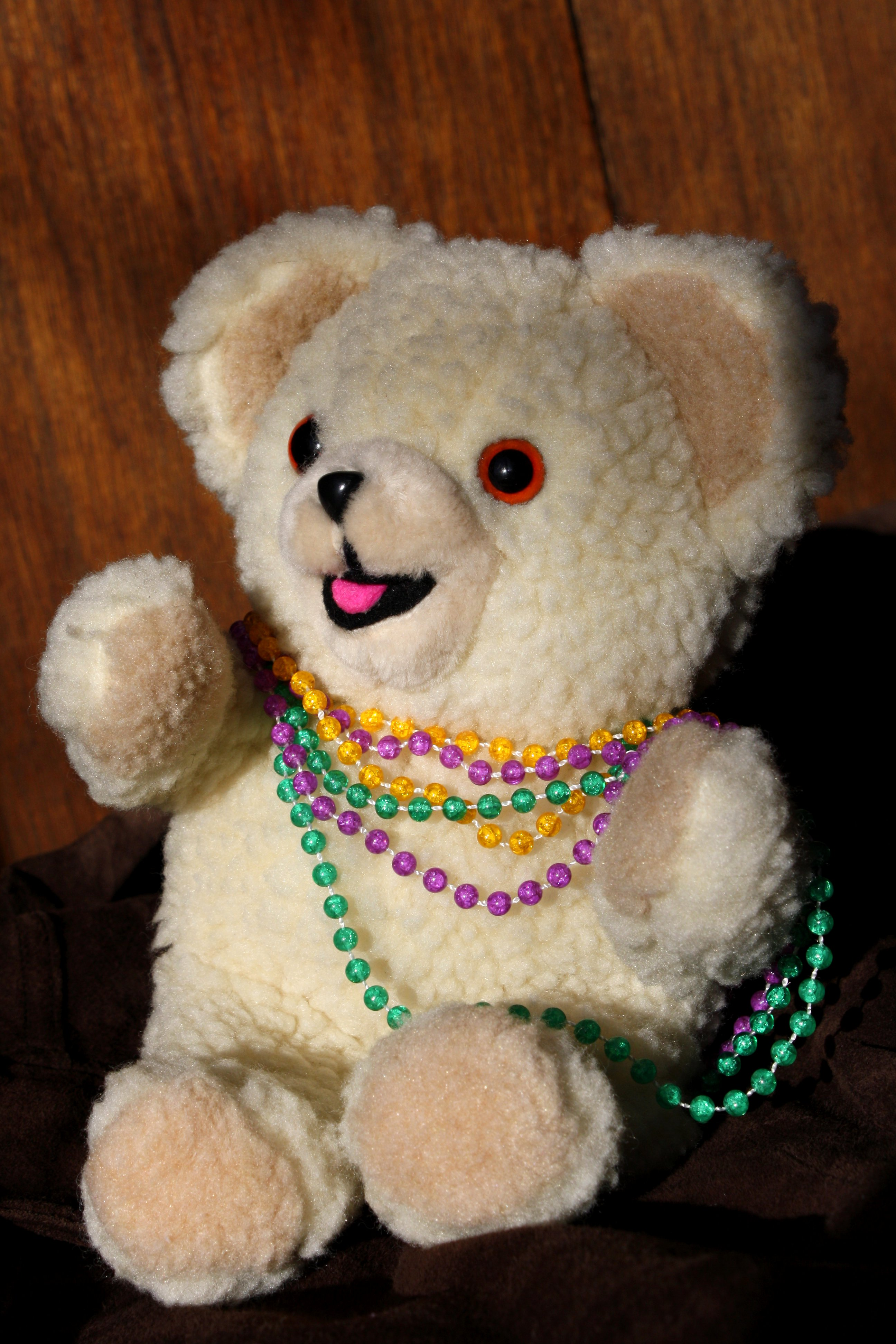
テディベア

日本では、日本リーバ時代は鈴木富子が声を担当していた。
ファーファのデザインに関しては、ニッサン石鹸譲渡後もしばらくユニリーバ時代のものを踏襲していたが、2009年（平成21年）秋にパッケージがリニューアルされた際、デザインがより立体的なものへと変更された。

## 各国でのブランド名
前述のテディベアをパッケージにした柔軟剤は世界中で発売されているが、それぞれの国で「やわらかな」、「ふわふわ」といったニュアンスの名前が付けられている（同じ言語でも地域によって異なる場合もある）。
「ファーファ」（FaFa）という名前で展開している国は日本のみである。主な国の名称は以下のとおり。
- オーストラリア：Huggie
- アメリカ、カナダ、デンマーク：Snuggle（デンマークはかつてBamselineだった）
- ドイツ、オーストリア：Kuschelweich
- フランス、ギリシャ：Cajoline
- オランダ、ベルギー：Robijn
- イタリア、ハンガリー、ルーマニア：Coccolino
- スペイン、ベネズエラ：Mimosín
- 台湾：熊寶貝（熊宝貝、バウバウ、Xióng bǎo bèi）
- 韓国：포미（ポミ、Pomi）
- ブラジル：Fofo
- トルコ：Yumoş

## ラインナップ

### 衣類用液体洗剤
ファーファ・デオテクト
2014年春発売新商品すすぎ1回濃縮タイプ液体洗剤。衣服のデオドラント剤としてファーファデオテクト消臭仕上げ剤との2STEP使用を推奨。制汗剤に使用している抗菌防臭成分を配合。現在は常時販売を終了している。
ウルトラファーファ
2倍高濃縮、少量高洗浄、すすぎ1回を可能にした超濃縮液体洗剤。蛍光剤・漂白剤・着色料無添加。400g。毛羽立ち防止剤配合。ベビーフローラル（青）、ベリーベリームスク（ピンク）、無香料そしてフレグランスボーテの4種類。本体は400g入詰替用は360g入とキャップ付の大容量720gがある。現在は常時販売を終了しているが、フレグランス・ボーテは本体容器のみでパッケージを変え、限定数量かつ不定期で再発売されている。2017年9月にファインフレグランスのリニューアルに伴い、「ボーテ」に続き、「オム」が新たに加わる。
ファーファ ベビーフローラルの香り
2015年9月にリニューアル。抗菌・消臭成分配合。本体900mlと詰替用810mlを販売。「ファーファ」でおなじみのベビーフローラルの香り。低発泡設計でドラム式洗濯機にも最適。
ファーファ クリアアップルブロッサムの香り
汚れをすっきり洗浄。黒ずみ防止剤配合。本体1.0kg、詰替用0.9kgそして2倍容量1.8kgを販売。低発泡設計でドラム式洗濯機にも最適。
ファーファラボ 柔軟剤の香りがひきたつ無香料洗剤
柔軟剤の香りがひきたつクリアな仕上がりの無香料タイプ。抗菌防臭成分配合。本体1.0kgと詰替用0.9kgを販売。
ファーファラボ 気になる成分無添加洗剤
漂白剤・蛍光剤・着色料・香料無添加のすすぎ1回濃縮タイプ液体洗剤。弱アルカリ性。抗菌防臭成分配合。本体450mlと詰替用400ml、そして2倍容量800mlを販売。
ファーファラボ ドラム式専用洗剤
独自のダブルクリア処方でドラム式洗濯機に最適な洗剤。黒ずみ防止剤・抗菌剤配合。漂白剤・蛍光剤無添加。グリーンウォーターフローラルの香り。本体860mlと詰替用770mlを販売。通信販売および家電量販店など一部店舗での限定販売。
ファーファ ウォッシュベール
柔軟成分を配合したおしゃれ着用中性洗剤。漂白剤・蛍光剤無添加。オリエンタルウッディの香り。この商品のみ、パッケージのテディベアにファーファのガールフレンドにあたる「モルレ」が採用されている。本体450mlと詰替用400mlを販売。
ファーファ ファインフレグランス ウォッシュ
2016年9月発売のすすぎ1回濃縮タイプ液体洗剤。「香り吸着成分」を配合し、柔軟剤の香りがすすぎの最終工程で洗い落とされるのを防ぐ。抗菌・防臭成分配合。蛍光剤無配合。ほのかなフローラルの香り。本体400mlと詰替用360mlを販売。

### 衣類用粉末洗剤
ファーファコンパクト洗剤
ファーファから生まれたコンパクト粉末洗剤。柔軟成分配合。1kg。レギュラーのベビーフローラルの他、限定品のフローラルフルーティ、「ファーファトリップ」シリーズの「ドバイ」「フィンランド」がある。計量スプーンは厚紙製、かつてはプラスチックスプーンだが省資源化の為、廃止されている。生産時に製法を見直しされているので、この時期あたりで厚紙製に変わったと思われる。
ファーファ洗剤
非コンパクト組成の粉末洗剤。酵素パワーで汚れをしっかり落とす。たっぷり100回分、4kgのメガサイズ。2010年（平成22年）にパッケージデザインを現行仕様に変更。計量スプーンは添付していない。

### 柔軟仕上げ剤
ファーファ柔軟剤
日本リーバ時代から発売されているロングセラー。2500mL入り。2008年（平成20年）9月からは非濃縮タイプの柔軟剤では珍しいつめかえ用（2000mL）が設定されている。ベビーフローラル（ブルー）、フローラルフルーティー（ピンク）の他につめかえ専用のオリエンタルウッディー（紫）がある。現在は販売を終了している。

ファーファトリップ
濃縮タイプの柔軟剤。本体はレギュラー（ベビーフローラルの香り）と「ファーファ・トリップ」の「ドバイ」「カナダ」「スコットランド」の計4種類。現在はそれぞれ本体720mlと詰替用650ml、大容量タイプ1400mlが展開されており、2015年11月1日に新商品「ファーファトリップ イギリス」をWEB通販にて数量限定で販売をスタートしている。2016年9月に全面リニューアルされ、「フィンランド」が販売を終了し、代わりに「カナダ」が加わり、その他の既存銘柄は成分と容量をアップさせ、パッケージも全面的にリニューアルされている。
ファーファ ファインフレグランス シリーズ
「着るフレグランス」をコンセプトにした香水調の柔軟剤。「オム」、「グランファム」、「ボーテ」、「ソレイユ」の計4種類。現在は「オム」、「ボーテ」が展開されている。シンプルでファーファの可愛さを前面に出したパッケージデザインを採用。なお、「ファーファ」のほかの柔軟剤や他社の代表製品に比べ、値段が比較的高めに設定されている。いずれも本体600mLと詰替用500mlがある。
ファーファ ファインフレグランス アーティストセレクション シリーズ
上記ファインフレグランスシリーズの新ラインとして、2014年10月にフランスの調香師ジャン・ポール・ポンと共同開発した「グラース」を発売。2015年7月には同じくフランスの調香師ニコラ・ボーリューと共同開発した「ボンコンジェ」を通信販売限定で発売。2016年3月よりボンコンジェを定番品に昇格。いずれも本体600mLと詰替用500mlがある。
ファーファ 吸水力に優れた柔軟剤
既存の柔軟剤が柔軟性の代償として吸水力を犠牲にしていたが、本品はハイブリッドカチオン配合により柔軟性と吸水力の両立させた柔軟剤。リッチホワイトフローラルの香り、フレッシュシトラスフルーティの香り。本体570mlと詰替用500mlを販売。
ファブリック・ミスト（香水調液体芳香剤）
ファーファ ファインフレグランスのコンセプトそのままの香りをミストで再現した香水調液体芳香剤。現在はオム、ボーテそしてボンコンジェを展開。本体250mlと詰替用230mlをそれぞれ展開している。

### 台所用洗剤
ファーファ 台所用洗剤
天然成分トレハロース配合の手肌にやさしい台所用洗剤。ストロベリーミントとブルーミングシトラスの2種類がある。

### 入浴剤
ファーファ Spa
1包使いきりタイプの薬用入浴剤。1包30g。ブルガリアンスイートローズ、フレッシュオゾン、トロピカルミルキー、グリーンオアシス、アクアティックミントの計5種類。各6包入り。

### 化粧石鹸
ファーファ 薬用せっけん【医薬部外品】
3つのうるおい成分（アロエエキス、薏苡仁エキス、グリコシルトレハロース）と殺菌剤を配合した固形タイプの薬用石けん。90g。現在は販売を終了している。

### 芳香剤
ファーファ エアーフレッシュナー
つり下げ式芳香剤。香りの持続時間は約1ヶ月。スイートフルーツ（ピンク）、クリスタルムスク（ブルー）、エレガントフラワー（パープル）の3種類。

### ベビーファーファシリーズ（ベビー用商品）
ベビーファーファ ほ乳びん・食器洗い
植物性洗浄成分使用・無香料・無着色。野菜・果物も洗浄可能。2015年3月にリニューアルし、商品名を「ファーファ ほ乳びん野菜洗い」から変更した。本体270mlと詰替用250mlを販売。
ファーファ おむつ肌着洗い
植物性洗浄成分使用。香料・着色料・蛍光剤・りん・漂白剤不使用。ドラム式洗濯機にも使用可能。天然ベルガモットオイル配合。本体0.8kg。詰替用は0.72kg。現在は販売を終了している。
ベビーファーファ 複合石けん
2015年3月発売。「ファーファ おむつ肌着洗い」の後継商品。界面活性剤の70％以上に純石けんを使用し、更に植物由来洗浄成分を使用。香料・着色料・防腐剤無添加。ドラム式洗濯機にも使用可能。ミルクセラミド（保湿成分）・天然ベルガモットオイル配合。本体0.8kgと詰替用0.72kgを販売。
ベビーファーファ 濃縮柔軟剤
植物原料使用。香料・着色料・防腐剤無添加。天然ベルガモットオイル配合。2015年3月にリニューアルし、柔軟成分にハイブリッドカチオンを採用し吸水性を高めると共に、商品名を「ファーファ おむつ肌着用柔軟剤」から変更した。本体600mlと詰替用540mlを販売。

## 沿革
- 1986年（昭和61年） - 日本リーバが「ファーファ」柔軟剤を発売。
- 1988年（昭和63年） - 「3倍がんばるファーファ」発売。
- 1989年（平成元年） - 「ファーファ モーニングフレッシュ」発売。
- 1991年（平成3年） - 「ファーファ 1/3」発売。
- 1993年（平成5年） - 「ファーファ 1/3エコパック」発売。
- 1997年（平成9年） - 「スーパーファーファ 1/6」発売。CMではファーファがスーパーマンのような衣装で登場して解説するものだった。
- 2005年（平成17年） - 日本リーバ、ユニリーバ・ジャパンに社名変更。
- 2006年（平成18年） - ユニリーバがニッサン石鹸に「ファーファ」ブランド譲渡。
- 2007年（平成19年）
  - 5月 - 衣料用粉末洗剤を発売。
  - 8月 - 柔軟仕上剤濃縮タイプを発売。
  - 9月 - 衣料用液体洗剤発売を。
- 2010年（平成22年）3月 - 超濃縮液体洗剤「ウルトラファーファ」を発売。
- 2011年（平成23年）9月 - ニッサン石鹸が社名をNSファーファ・ジャパンに変更。